# Piazzetta Pio IV

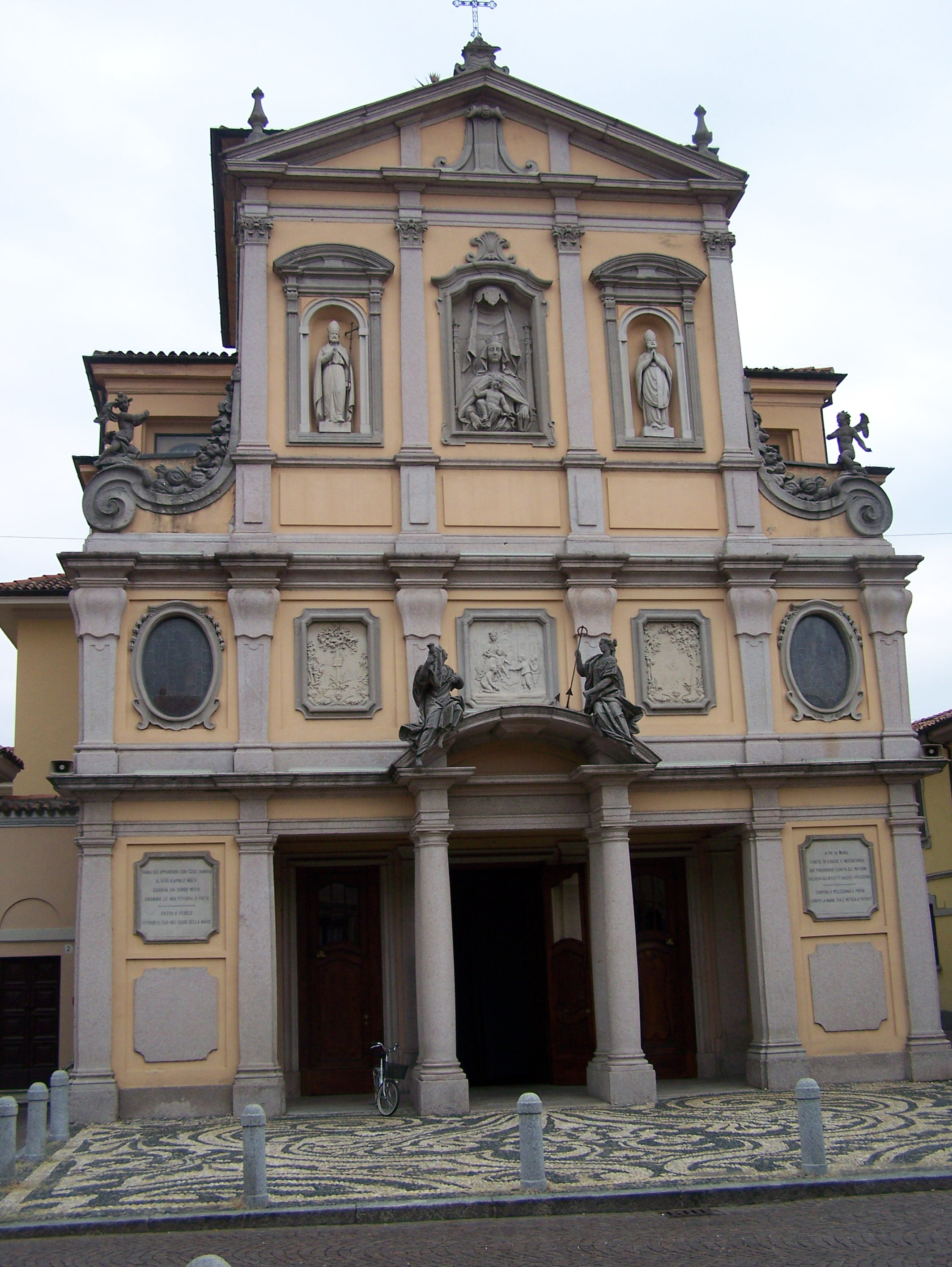
La facciata del Santuario di Corbetta, sotto il quale è visibile la rizzata settecentesca che costituisce parte integrante di Piazzetta Pio IV

Piazzetta Pio IV, detta anche piazza del Santuario, è la seconda piazza più importante di Corbetta.
Parte centrale dell'area del centro storico locale, essa si trova a ricoprire uno spazio ristretto comprendente il sagrato antistante il Santuario arcivescovile della Beata Vergine dei Miracoli e l'area ad esso adiacente, con l'ingresso al museo della chiesa.
Venne intitolata al pontefice Pio IV nel 1955 in occasione del IV centenario dell'apparizione miracolosa del 17 aprile 1555 che diede origine al santuario stesso. La scelta di Pio IV fu dovuta proprio al fatto che fu lui a beneficare il santuario donandogli la famosa bolla del perdono che è al centro dell'omonima festa che si tiene annualmente il primo giovedì dopo Pasqua.

## Descrizione
Il sagrato della chiesa come appare tutt'oggi, risale al XVIII secolo quando venne realizzata la splendida rizzata a motivi decorativi con sassi bianchi e neri che si staglia davanti al tempio sacro. La ricchezza di questi decori è legata al ruolo che tale piazzale ebbe nel corso del miracolo di Corbetta del 1555 quando la Madonna apparve a tre bambini scendendo sul sagrato.
La parte laterale, presso l'ingresso del museo, è invece stata decorata con un grande monogramma della Vergine Maria nel 1955 in occasione dei restauri compiuti al santuario per la visita dell'allora arcivescovo milanese Giovanni Battista Montini, giunto in città per incoronare l'immagine della Madonna venerata in santuario quale patrona di zona.
Dal 1690 e sino all'inizio del Settecentom la piazzetta era inesistente in quanto occupata da una grande scalinata marmorea esterna che consentiva l'accesso al santuario superiore.